# Gloria Lujanović
Gloria Lujanović (Novi Travnik, 17. lipnja 1993.) hrvatska je novinarka i pjesnikinja iz Bosne i Hercegovine. 

## Životopis
Rođena je u Novom Travniku. Studirala je politologiju na Filozofskom fakultetu u Mostaru. Pisala je za dnevnik.ba, najveći hrvatski portal u BiH te nekoliko drugih medija. Pisala je o neravnopravnosti Hrvata u Bosni i Hercegovini, posebice u Federaciji BiH, gdje su prava Hrvata potisnuta dominantnom bošnjačkom politikom majorizacije hrvatskog naroda. Pisala je i o zločinima mudžahedina počinjenima nad Hrvatima na području središnje Bosne. Zbog svojih tekstova i kritika dobila je niz prijetnji. 
Godine 2011. objavljuje zbirku pjesama Muškarac kojeg nemam. 
S Irenom Mrnjavac pokrenula je kulturnu manifestaciju Hrvatsko proljeće Središnje Bosne.
Živi i radi u Zagrebu.

### Prijetnje
Lujanović je 2018. napravila izvještaj o kampovima i zločinima mudžahedina u Središnjoj Bosni s početka devedesetih. Velik dio bošnjačkih medija, ali i političari poput Emira Suljagića pozvali su na linč ustaške novinarke, unatoč podatcima, izjavama, fotografijama, argumentima i činjenicama koje je prikupila kao dokaz ratnih zločina koji su počinili pripadnici Armije BiH u Središnjoj Bosni.[pristrano]
Vijeće za tisak BiH osudilo je prijetnje upućene Lujanović, a podršku su joj dale i Udruge HVO-a Središnja Bosna.

## Djela
- Muškarac kojeg nemam, zbirka pjesama (2011.)[7]
- Otac, poema (2023.)
- Srce zemlje, eseji i poezija (2023.)[8]